# Penstemon rhizomatosus
Penstemon rhizomatosus är en grobladsväxtart som beskrevs av Noel Herman Holmgren. Penstemon rhizomatosus ingår i släktet penstemoner, och familjen grobladsväxter. Inga underarter finns listade i Catalogue of Life.